# Мајке и снајке
Мајке и снајке био је кулинарски-шоу који се емитовао на кабловском каналу Курир. Водитељи су Сека Алексић и Радомир Влачић.
У емисији, мајка и снајка спремају јело за 60 минута, од којих младожења бира које му се више свиђа. Након тога, јело оцењују преостале групе од четири мајке и четири снајке, које дају своју оцену. Затим јело оцењују и водитељи емисије, Алексићева и Влачић. Главна награда је 4.3 милиона динара и монтажна викендица на жељеној локацији победника, недељна награда је 100.000 српских динара и дневна награда је 10.000 српских динара.

## Епизодни формат
Типична епизода шоуа се састоји од пет мајки, пет снајки, али и пет младожења, тачније синова, који су ту да подрже али и додају по који поен. Сваки рецепат такође пробају и водитељи емисије, који су уз учеснике при припреми истог. Учесници имају 60 минута за припрему јела.

## Укидање емисије
Сека Алексић изјавила је две недеље након завршетка пете сезоне на свом Инстаграм профилу како је овај шоу програм за њу завршена ствар и да се уморила. Емисију ће заменити формат "Комшилук" од јесени 2024. године.